# Вороньківська сільська територіальна громада
Вороньківська сільська територіальна громада — територіальна громада в Україні, в Бориспільському районі Київської області. Адміністративний центр — село Вороньків.
Площа громади — 668,28 км², населення — 13 632 особи (2020).
Утворена 12 червня 2020 року шляхом об'єднання Вороньківської, Головурівської, Мирненської, Процівської, Сошниківської та Старівської сільських рад Бориспільського району.

## Населення

### Мова
Розподіл населення населених пунктів громади за рідною мовою за даними перепису 2001 року:
| Мова            | Чисельність, осіб | Відсоток |
| --------------- | ----------------- | -------- |
| Українська      | 13 520            | 96,57%   |
| Російська       | 430               | 3,07%    |
| Білоруська      | 20                | 0,14%    |
| Вірменська      | 8                 | 0,06%    |
| Румунська       | 5                 | 0,04%    |
| Інші/Не вказали | 17                | 0,12%    |
| Разом           | 14 000            | 100%     |

## Населені пункти
У складі громади 10 сіл:
- Васильки
- Вороньків
- Головурів
- Жереб'ятин
- Кийлів
- Малі Єрківці
- Мирне
- Проців
- Сошників
- Старе

## Старостинські округи
- Головурівський
- Мирненський
- Процівський
- Сошниківський
- Старівський